# حکومتداری به‌وسیله الگوریتم
حکومتداری به‌وسیلهٔ الگوریتم (که با نام‌هایی مانند تنظیم‌گری الگوریتمی، تنظیم مقررات با الگوریتم‌ها، حاکمیت الگوریتمی، حکمرانی الگورایی، نظام حقوقی الگوریتمی یا الگوروکراسی نیز شناخته می‌شود) شکلی جایگزین از حکومت یا سازمان اجتماعی است که در آن از الگوریتم‌های رایانه‌ای برای تنظیم مقررات، اجرای قانون، و به‌طور کلی هر جنبه‌ای از زندگی روزمره مانند حمل‌ونقل یا ثبت زمین استفاده می‌شود.
اصطلاح «دولت‌داری با الگوریتم» نخستین بار در سال ۲۰۱۳ در ادبیات علمی به‌عنوان جایگزینی برای «حاکمیت الگوریتمی» ظاهر شد. اصطلاح مرتبط «تنظیم‌گری الگوریتمی» به معنای تعیین استاندارد، پایش و اصلاح رفتار از طریق الگوریتم‌های محاسباتی است؛ که خودکارسازی قوه قضائیه نیز در محدودهٔ آن قرار دارد.
دولت‌داری با الگوریتم چالش‌های تازه‌ای را مطرح می‌کند که در ادبیات دولت الکترونیک و رویه‌های رایج ادارهٔ عمومی پوشش داده نشده‌اند. برخی منابع، سایبرکراسی را — که شکلی فرضی از حکومت است که با بهره‌گیری مؤثر از اطلاعات عمل می‌کند — معادل با حاکمیت الگوریتمی می‌دانند، هرچند الگوریتم‌ها تنها ابزار پردازش اطلاعات نیستند.
نلو کریستیانینی و ترزا اسکنتامبورلو استدلال کرده‌اند که ترکیب یک جامعهٔ انسانی با برخی الگوریتم‌های تنظیم‌گر (مانند الگوریتم‌های امتیازدهی بر پایهٔ اعتبار) شکلی از ماشین اجتماعی را پدید می‌آورد.

## تاریخچه

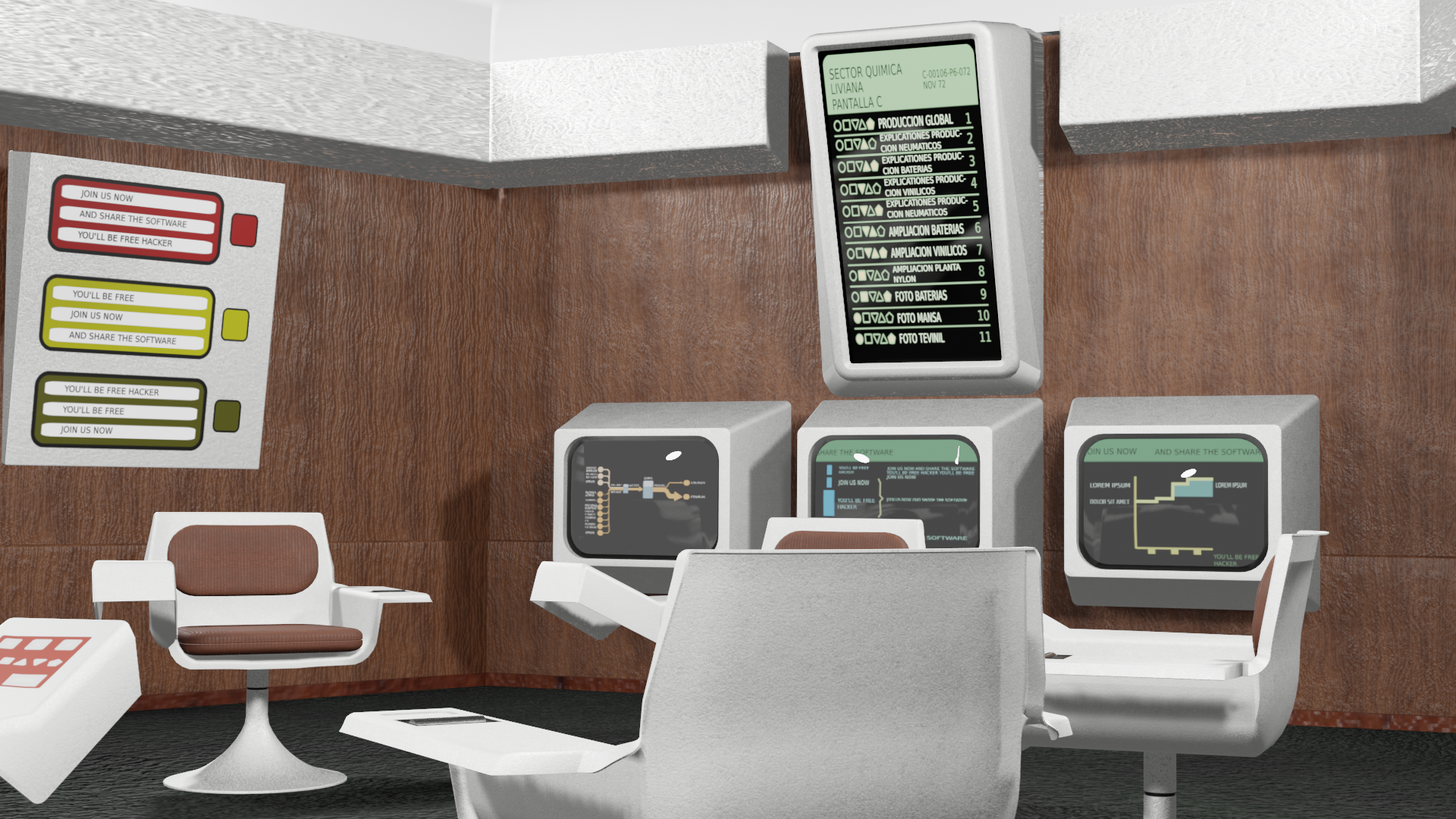
تصویر رایانه‌ای از اتاق عملیات پروژه سایبرسین

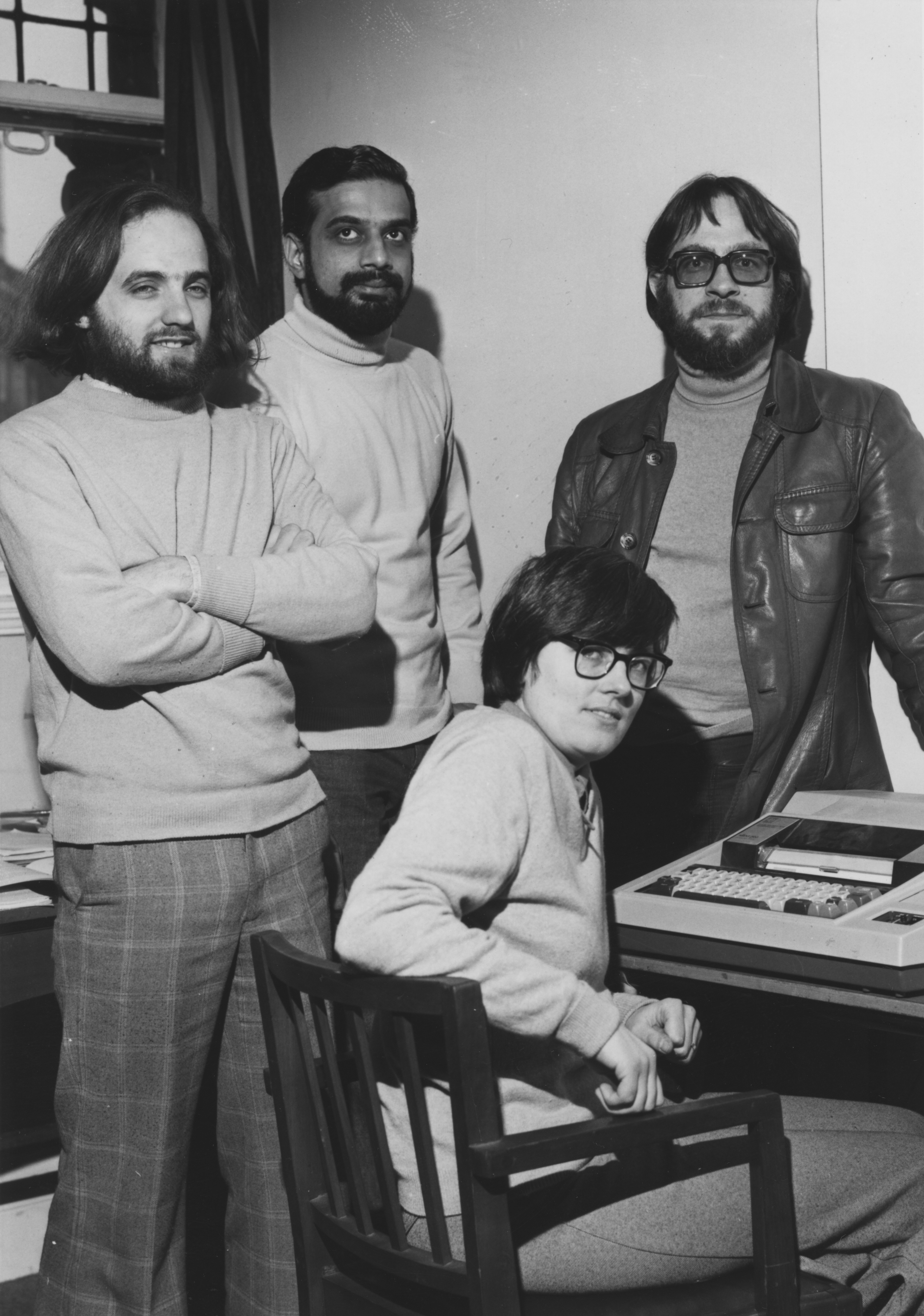
گروه LEGOL (۱۹۷۷)

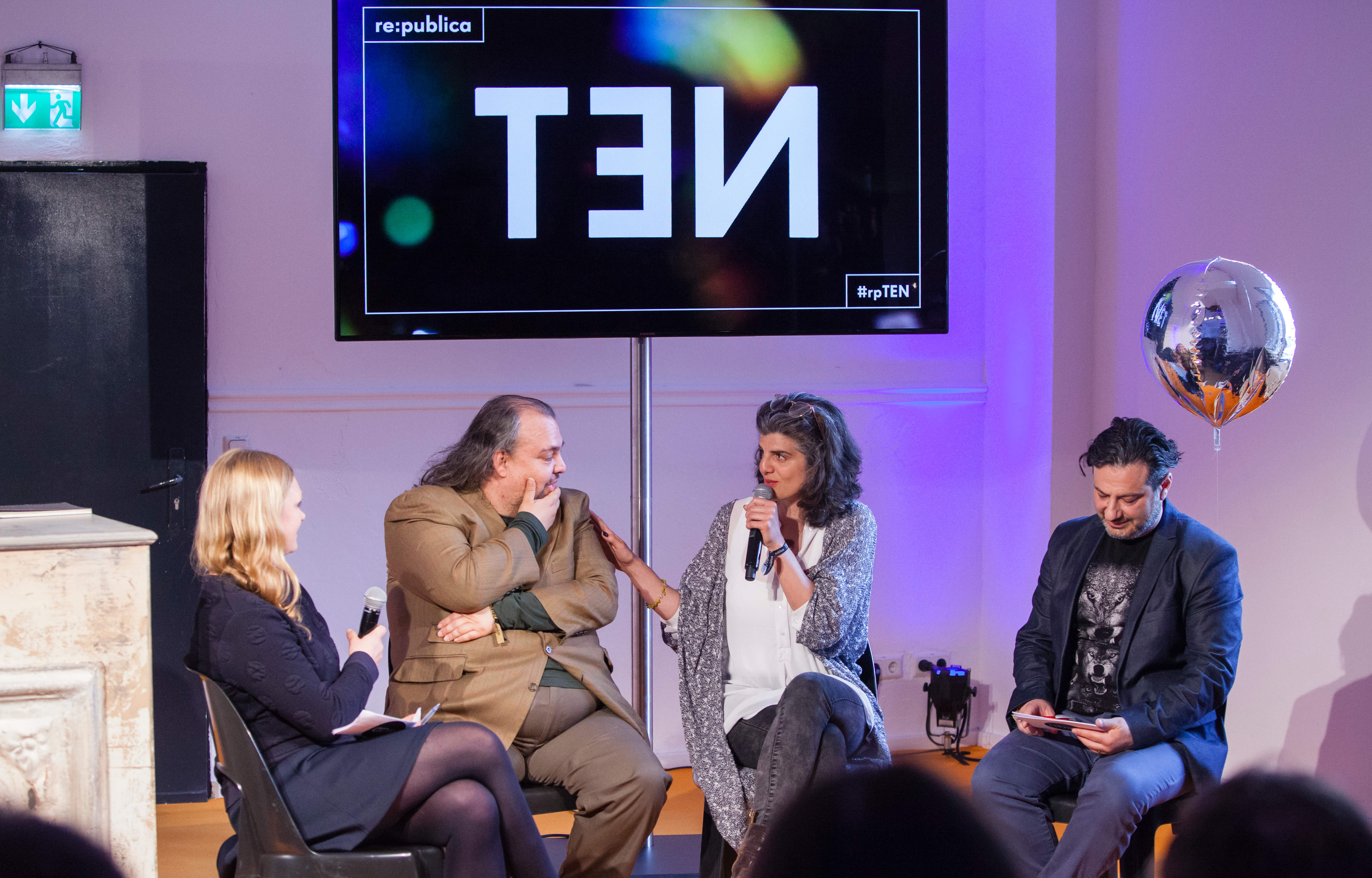
«بلاک‌چین و آیندهٔ حکمرانی؛ بیایید از هیجان عبور کنیم و بفهمیم چه کاری می‌توان انجام داد» با حضور آندریا بائر، بوریس موشکویتس و شرمین وشمگیر در ری:پابلیکا

در سال ۱۹۶۲، مدیر مؤسسهٔ انتقال اطلاعات در آکادمی علوم روسیه در مسکو (الکساندر خارکویچ)، مقاله‌ای در مجله «کمونیست» منتشر کرد که در آن شبکه‌ای رایانه‌ای برای پردازش اطلاعات و کنترل اقتصاد پیشنهاد شده بود. او در واقع پیشنهادی برای ساخت شبکه‌ای مشابه اینترنت امروزی برای نیازهای حکمرانی الگوریتمی (پروژه OGAS) مطرح کرد. این موضوع نگرانی‌هایی جدی در میان تحلیلگران سیا ایجاد کرد. به‌ویژه، آرتور ام. شلزینگر جونیور هشدار داد که: «تا سال ۱۹۷۰، اتحاد جماهیر شوروی ممکن است دارای فناوری تولیدی کاملاً نوینی باشد که شامل سامانه‌هایی از صنایع است که توسط رایانه‌های خودآموز در حلقه‌های بازخوردی کنترل می‌شوند».
در سال‌های ۱۹۷۱ تا ۱۹۷۳، دولت شیلی پروژهٔ سایبرسین را در دورهٔ ریاست‌جمهوری سالوادور آلنده اجرا کرد. هدف این پروژه ساخت یک سامانهٔ پشتیبانی تصمیم‌گیری توزیع‌شده برای بهبود مدیریت اقتصاد ملی بود. عناصر این پروژه در سال ۱۹۷۲ برای مقابله موفقیت‌آمیز با فروپاشی حمل‌ونقل ناشی از اعتصاب چهل‌هزار راننده کامیون با حمایت سازمان سیا مورد استفاده قرار گرفت.
همچنین در دهه‌های ۱۹۶۰ و ۱۹۷۰، هربرت الکساندر سایمون استفاده از سامانه‌های خبره را به‌عنوان ابزاری برای عقلانی‌سازی و ارزیابی رفتار اداری مطرح کرد. خودکارسازی فرآیندهای مبتنی بر قوانین، هدفی دیرینه برای سازمان‌های مالیاتی در طول دهه‌ها بود که نتایج متغیری در پی داشت. از کارهای ابتدایی در این حوزه می‌توان به پروژه تأثیرگذار «تاکس‌من» اثر تورن مک‌کارتی در آمریکا و پروژه LEGOL اثر رونالد استمپر در بریتانیا اشاره کرد. در سال ۱۹۹۳، دانشمند رایانه پاول کاکشات از دانشگاه گلاسگو و اقتصاددان آلن کاترِل از دانشگاه ویک فارست کتابی با عنوان به‌سوی سوسیالیسمی نوین منتشر کردند که در آن ادعا می‌شود امکان طراحی یک اقتصاد دستوری دموکراتیک با تکیه بر فناوری رایانه‌ای مدرن وجود دارد. قاضی عالی‌رتبه مایکل کربی در سال ۱۹۹۸ مقاله‌ای منتشر کرد و در آن ابراز امیدواری نمود که فناوری‌های رایانه‌ای موجود، نظیر سامانه‌های خبره حقوقی، بتوانند به سامانه‌هایی تبدیل شوند که تأثیر عمیقی بر کارکرد دادگاه‌ها خواهند داشت. در سال ۲۰۰۶، وکیل لارنس لسیگ که به‌خاطر شعار «کد، قانون است» شناخته می‌شود، نوشت:
دست نامرئی فضای سایبری در حال ساخت معماری‌ای است که کاملاً مخالف معماری آن در بدو پیدایش است. این دست نامرئی که توسط دولت و تجارت سوق داده می‌شود، در حال ساخت معماری‌ای است که کنترل را به اوج می‌رساند و امکان تنظیم‌گری بسیار کارآمد را فراهم می‌کند.
از دهه ۲۰۰۰ میلادی، الگوریتم‌ها برای تحلیل خودکار ویدیوهای نظارتی طراحی و مورد استفاده قرار گرفته‌اند.
آ. آنیش در کتاب خود در سال ۲۰۰۶ با عنوان مهاجرت مجازی، مفهوم الگوسالاری (algocracy) را مطرح کرد — جایی که فناوری‌های اطلاعاتی مشارکت انسانی در تصمیم‌گیری‌های عمومی را محدود می‌کنند. آنیش، سامانه‌های الگوسالار را از سامانه‌های دیوان‌سالار (تنظیم‌گری قانونی-عقلانی) و سامانه‌های مبتنی بر بازار (تنظیم‌گری بر پایه قیمت) متمایز می‌دانست.
در سال ۲۰۱۳، مفهوم تنظیم‌گری الگوریتمی برای نخستین‌بار توسط تیم اورایلی، بنیان‌گذار و مدیر عامل شرکت O'Reilly Media مطرح شد:
گاهی «قوانین» در واقع اصلاً قانون نیستند. گوردون بروس، مدیر ارشد سابق اطلاعات در شهر هونولولو، به من توضیح داد که وقتی از بخش خصوصی وارد دولت شد و خواستار ایجاد تغییراتی شد، به او گفته شد: «این خلاف قانون است.» او پاسخ داد: «خُب، قانون را نشانم بده.» گفتند: «در واقع قانون نیست. یک مقرره است.» او گفت: «باشه، مقرره را نشان بده.» پاسخ دادند: «در واقع مقرره هم نیست. یک سیاست داخلی است که بیست سال پیش آقای فلانی تصویب کرده.» و او گفت: «عالیه. پس می‌تونیم تغییرش بدیم!» [...] قانون‌ها باید اهداف، حقوق، نتایج، اختیارات و حدود را مشخص کنند. اگر به‌صورت گسترده تعیین شوند، می‌توانند آزمون زمان را پشت سر بگذارند. مقررات، که نحوه اجرای آن قوانین را به‌صورت جزئی مشخص می‌کنند، باید همچون کدها و الگوریتم‌هایی که برنامه‌نویسان استفاده می‌کنند، ابزاری پویا و به‌روزشونده برای رسیدن به اهداف تعیین‌شده در قوانین در نظر گرفته شوند. [...] زمان آن رسیده که دولت وارد عصر کلان‌داده شود. تنظیم‌گری الگوریتمی ایده‌ای است که اکنون زمانش فرارسیده.
در سال ۲۰۱۷، وزارت دادگستری اوکراین حراج‌های آزمایشی دولتی را با استفاده از فناوری بلاک‌چین اجرا کرد تا شفافیت را تضمین کرده و از فساد در معاملات دولتی جلوگیری کند. «حکمرانی با الگوریتم؟» موضوع محوری کنفرانس «داده برای سیاست ۲۰۱۷» بود که در روزهای ۶ تا ۷ سپتامبر ۲۰۱۷ در لندن برگزار شد.

## نمونه‌ها

### شهرهای هوشمند

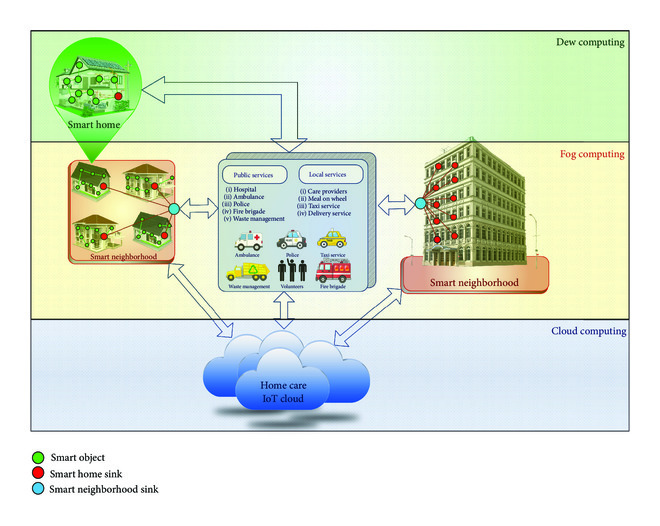
معماری اینترنت اشیا برای سامانه‌های مراقبت خانگی

شهر هوشمند منطقه‌ای شهری است که داده‌های نظارتی گردآوری‌شده برای بهبود عملیات مختلف شهری مورد استفاده قرار می‌گیرند. افزایش توان پردازشی موجب شده است که تصمیم‌گیری‌های خودکار بیشتر و جایگزینی نهادهای عمومی با حکمرانی الگوریتمی امکان‌پذیر شود. به‌ویژه، استفاده ترکیبی از هوش مصنوعی و فناوری بلاک‌چین در اینترنت اشیا می‌تواند به ایجاد اکوسیستم‌های پایدار در شهرهای هوشمند منجر شود. روشنایی هوشمند خیابانی در گلاسگو نمونه‌ای موفق از به‌کارگیری الگوریتم‌های هوش مصنوعی در حکومت‌داری است. پژوهشی درباره ابتکارهای شهر هوشمند در ایالات متحده آمریکا نشان می‌دهد که این طرح‌ها نیازمند بخش عمومی به‌عنوان سازمان‌دهنده و هماهنگ‌کننده اصلی، بخش خصوصی به‌عنوان تأمین‌کننده فناوری و زیرساخت، و دانشگاه‌ها به‌عنوان ارائه‌دهندگان تخصص هستند.
در سال ۲۰۲۱، میلیاردر حوزه رمزارز، جفری برنز، پیشنهاد کرد که دولت‌های محلی در نوادا توسط شرکت‌های فناوری اداره شوند. برنز در سال ۲۰۱۸ زمینی به مساحت ۶۷٬۰۰۰ جریب (۲۷۱ کیلومتر مربع) را در شهرستان استوری (نوادا) (با جمعیت ۴٬۱۰۴ نفر) به مبلغ ۱۷۰ میلیون دلار (۱۲۱ میلیون پوند) خرید تا شهری هوشمند با بیش از ۳۶٬۰۰۰ سکنه توسعه دهد که می‌تواند سالانه ۴٫۶ میلیارد دلار خروجی اقتصادی داشته باشد. استفاده از رمزارز برای پرداخت‌ها در این طرح مجاز بود. اما منطقه نوآوری شرکت بلاکچین در سپتامبر ۲۰۲۱ به دلیل ناتوانی در تأمین کافی آب برای جمعیت ۳۶٬۰۰۰ نفره برنامه‌ریزی‌شده لغو شد. این منطقه قرار بود آب موردنیاز خود را از محلی واقع در ۱۰۰ مایلی، در شهرستان واشو وارد کند. طرح مشابهی برای لوله‌کشی آب در سال ۲۰۰۷ حدود ۱۰۰ میلیون دلار هزینه تخمین زده شده بود و ساخت آن حدود ۱۰ سال زمان نیاز داشت. با خرید حقوق آبی اضافی از ناحیه عمومی بهبود صنعتی تاهو-رنو، «منطقه نوآوری» می‌توانست آب کافی برای حدود ۱۵٬۴۰۰ خانه فراهم کند – به این معنا که تنها برای ۱۵٬۰۰۰ واحد مسکونی برنامه‌ریزی‌شده کفایت می‌کرد و چیزی برای بقیه شهر آینده و ۲۲ میلیون فوت مربع توسعه صنعتی باقی نمی‌ماند.
در عربستان سعودی، طراحان پروژه لاین ادعا می‌کنند که این پروژه با بهره‌گیری از هوش مصنوعی و تحلیل‌های پیش‌بینی‌کننده، تحت نظارت قرار خواهد گرفت تا کیفیت زندگی را بهبود بخشد.

### سامانه‌های شهرت

مدل تفکر سایبرنتیک درباره سازمان. از یک طرف یک سیستم در واقعیت تعیین شده است. از طرف دیگر، کارخانه سایبرنتیک را می‌توان به عنوان یک سیستم کنترل مدل‌سازی کرد.

تیم اوریلی پیشنهاد داد که منابع داده و سامانه شهرت در تنظیم الگوریتمی می‌توانند از مقررات سنتی پیشی بگیرند. به عنوان مثال، وقتی که رانندگان تاکسی توسط مسافران رتبه‌بندی می‌شوند، کیفیت خدمات آنها به طور خودکار بهبود می‌یابد و «رانندگانی که خدمات ضعیفی ارائه می‌دهند حذف می‌شوند». پیشنهاد اوریلی مبتنی بر مفهوم نظریه کنترل و حلقه‌های بازخورد (feedback loop) است — بهبودها (بازخورد مثبت) و کاهش‌ها (بازخورد منفی) در شهرت، رفتار مطلوب را تحمیل می‌کنند. استفاده از حلقه‌های بازخورد برای مدیریت سیستم‌های اجتماعی پیش‌تر توسط سایبرنتیک مدیریت و استفورد بیر پیشنهاد شده بود.
این ارتباطات توسط نلو کریستیانینی و ترزا اسکنتامبورلو بررسی شده است، جایی که سیستم امتیازدهی شهرت-اعتبار به عنوان مشوقی برای شهروندان مدل‌سازی شده که توسط یک ماشین اجتماعی محاسبه می‌شود، به گونه‌ای که عاملان عقلایی برای افزایش امتیاز خود با تطبیق رفتارشان انگیزه پیدا کنند. جنبه‌های اخلاقی متعددی درباره این فناوری هنوز در حال بحث است.
سامانه امتیاز اجتماعی چین گفته شده است که تلاشی برای نظارت گسترده با یک امتیاز عددی متمرکز برای هر شهروند بر اساس رفتارهایشان است، اگرچه گزارش‌های جدید نشان می‌دهد که این تصور گسترده یک سوء تفاهم است.

### قراردادهای هوشمند
قراردادهای هوشمند، رمزارزها و سازمان نامتمرکز خودگردان به عنوان روش‌هایی برای جایگزینی روش‌های سنتی حکومت‌داری ذکر شده‌اند. رمزارزها پول‌هایی هستند که به‌وسیله الگوریتم‌ها بدون بانک مرکزی حکومتی فعال می‌شوند. ارز دیجیتال بانک مرکزی اغلب از فناوری مشابه بهره می‌برد، اما تفاوت آن در این است که توسط بانک مرکزی پشتیبانی می‌شود. به زودی توسط اتحادیه‌ها و دولت‌های بزرگی مانند اتحادیه اروپا و چین به کار گرفته خواهد شد. قراردادهای هوشمند قراردادهایی خوداجرا هستند که هدفشان کاهش نیاز به واسطه‌های دولتی مورد اعتماد، داوری و هزینه‌های اجرایی است. سازمان مستقل غیرمتمرکز، سازمانی است که با قراردادهای هوشمند نمایندگی می‌شود، شفاف است، توسط سهامداران کنترل می‌شود و تحت تأثیر دولت مرکزی نیست. قراردادهای هوشمند برای کاربردهایی مانند قراردادهای (موقت) استخدام و انتقال خودکار وجوه و املاک (مانند ارث پس از ثبت گواهی فوت) مورد بحث قرار گرفته‌اند. برخی کشورها مانند گرجستان و سوئد پیش‌تر برنامه‌های بلاک‌چین را با تمرکز بر املاک (راستی آزمایی مالکیت سند و مالکیت املاک و مستغلات) آغاز کرده‌اند. اوکراین همچنین به حوزه‌های دیگری مانند ثبت‌های دولتی نیز می‌نگرد.

### الگوریتم‌ها در نهادهای دولتی

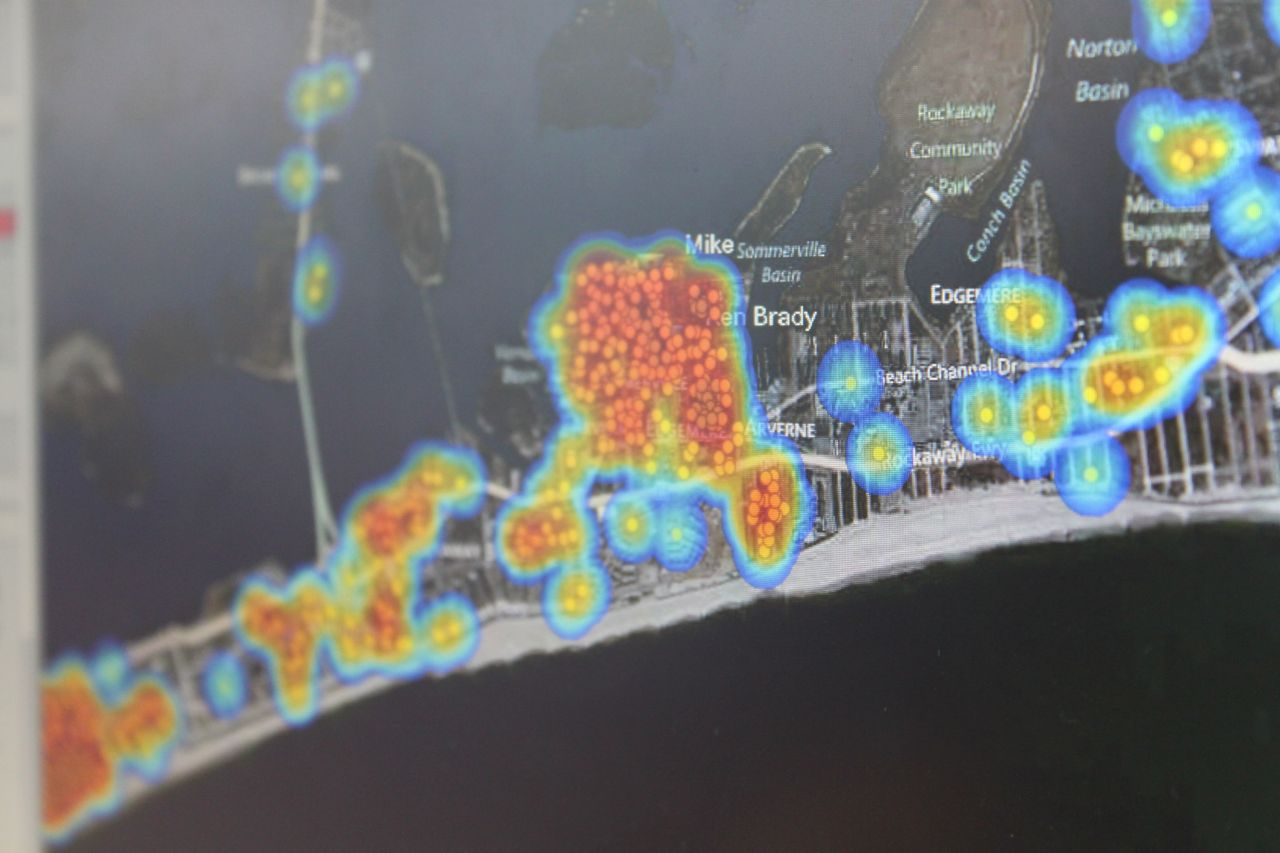
تیم روبیکون در راکاویز، ۱۲ نوامبر ۲۰۱۲ - نمایی از نرم‌افزار پالانتیر

طبق مطالعه‌ای در دانشگاه استنفورد، تا سال ۲۰۲۰ حدود ۴۵٪ از آژانس‌های فدرال ایالات متحده با ابزارهای هوش مصنوعی و یادگیری ماشین (ML) آزمایش کرده‌اند. این آژانس‌ها تعداد کاربردهای هوش مصنوعی را شمارش کردند که در جدول زیر آمده‌است. ۵۳٪ از این کاربردها توسط کارشناسان داخلی تولید شده‌اند. ارائه‌دهندگان تجاری برنامه‌های باقی‌مانده شامل شرکت پالانتیر تکنولوژیس است.
| نام آژانس                                         | تعداد موارد کاربرد |
| ------------------------------------------------- | ------------------ |
| دفتر برنامه‌های دادگستری                           | ۱۲                 |
| کمیسیون بورس و اوراق بهادار آمریکا                | ۱۰                 |
| سازمان ملی هوانوردی و فضایی                       | ۹                  |
| سازمان غذا و دارو                                 | ۸                  |
| سازمان زمین‌شناسی ایالات متحده                     | ۸                  |
| خدمات پستی ایالات متحده آمریکا                    | ۸                  |
| اداره تأمین اجتماعی (آمریکا)                      | ۷                  |
| اداره ثبت اختراع و نشان تجاری ایالات متحده آمریکا | ۶                  |
| دفتر آمار کار ایالات متحده آمریکا                 | ۵                  |
| اداره گمرک و حفاظت مرزی ایالات متحده آمریکا       | ۴                  |

در سال ۲۰۱۲، پلیس نیوارلان همکاری با شرکت پالانتیر در حوزه پلیس پیش‌بینی‌کننده را آغاز کرد. علاوه بر نرم‌افزار Gotham پالانتیر، نرم‌افزارهای مشابهی (نظیر نرم‌افزارهای تحلیل عددی) که توسط نهادهای پلیس (مانند NCRIC) استفاده می‌شوند، شامل ساس است.
در مبارزه با پول‌شویی، شبکه مبارزه با جرایم مالی (FinCEN) از سال ۱۹۹۵ سیستم هوش مصنوعی FinCEN (FAIS) را به کار گرفته است.
ادارات بهداشت ملی و سازمان‌هایی مانند AHIMA (انجمن مدیریت اطلاعات سلامت آمریکا) پرونده‌های پزشکی را نگهداری می‌کنند. این پرونده‌ها به عنوان مخزن مرکزی برای برنامه‌ریزی مراقبت از بیماران و ثبت ارتباطات میان بیمار و ارائه‌دهندگان و متخصصان سلامت مورد استفاده قرار می‌گیرند. در اتحادیه اروپا، پروژه‌ای با عنوان فضای داده‌های سلامت اروپا در حال اجراست که از استفاده داده‌های سلامت حمایت می‌کند.
وزارت امنیت داخلی ایالات متحده نرم‌افزار ATLAS را که بر بستر آمازون کلود اجرا می‌شود به کار گرفته است. این نرم‌افزار بیش از ۱۶.۵ میلیون پرونده شهروندان تابعیت گرفته آمریکایی را بررسی کرده و تقریباً ۱۲۴,۰۰۰ مورد را برای تحلیل و بازبینی دستی توسط مأموران خدمات شهروندی و مهاجرت ایالات متحده آمریکا در زمینه سلب تابعیت علامت‌گذاری کرده است. این پرونده‌ها به دلیل احتمال تقلب، مسائل امنیت عمومی و امنیت ملی علامت‌گذاری شده‌اند. بخشی از داده‌های بررسی‌شده از پایگاه‌های داده بانک داده‌های مراقبتی تروریست‌ها و مرکز اطلاعات جرایم ملی تأمین شده‌اند.
نرم‌افزار NarxCare که در آمریکا استفاده می‌شود، داده‌های ثبت نسخه دارویی در چندین ایالت را ترکیب می‌کند و با استفاده از یادگیری ماشین، «امتیازهای ریسک» سه‌رقمی مختلفی برای نسخه‌های دارویی و همچنین «امتیاز ریسک مصرف بیش‌ازحد» (Overdose Risk Score) تولید می‌کند که به مجموع آن‌ها «امتیازهای نارکس» گفته می‌شود. این فرآیند احتمالاً شامل داده‌های خدمات اورژانسی و عدالت کیفری و همچنین سوابق دادگاه است.
در استونی، هوش مصنوعی در دولت الکترونیک برای خودکارسازی و تسهیل امور به کار می‌رود. یک دستیار مجازی شهروندان را در تعاملات با دولت راهنمایی می‌کند. خدمات خودکار و پیش‌گیرانه در رویدادهای مهم زندگی شهروندان (از جمله تولد، فوت، بیکاری) به صورت فعال به آنها ارائه می‌شوند. مثالی از این خدمات، ثبت خودکار نوزادان هنگام تولد است. سامانه X-Road استونی نیز بازسازی خواهد شد تا کنترل‌های بیشتری بر حفظ حریم خصوصی و پاسخگویی در استفاده از داده‌های شهروندان ایجاد کند.
در کاستاریکا، احتمال دیجیتالی شدن فعالیت‌های خرید دولتی (مانند مناقصه‌های پروژه‌های عمومی) بررسی شده است. این گزارش مزایایی مانند افزایش شفافیت، تسهیل دسترسی دیجیتال به مناقصات، کاهش تعامل مستقیم بین مسئولان خرید و شرکت‌ها در مواقع پرریسک، افزایش رقابت و سهولت شناسایی تخلفات را ذکر کرده است.
علاوه بر استفاده از مناقصات الکترونیکی برای پروژه‌های عادی کارهای عمومی (ساخت و ساز ساختمان‌ها، جاده‌ها)، می‌توان از مناقصات الکترونیکی برای پروژه‌های بازسازی جنگل و سایر پروژه‌های احیای مخزن کربن استفاده کرد. پروژه‌های احیای مخزن کربن ممکن است بخشی از برنامه‌های تعهدات ملی تعیین شده برای رسیدن به اهداف توافق پاریس باشند.
نرم‌افزارهای حسابرسی خرید تدارکات دولتی نیز قابل استفاده هستند. در برخی کشورها، حسابرسی‌ها پس از دریافت یارانه انجام می‌شود.
برخی نهادهای دولتی سامانه‌های پیگیری و رهگیری خدمات خود را ارائه می‌دهند. مثالی از این سامانه‌ها، رهگیری درخواست‌های انجام شده توسط شهروندان (مثلاً دریافت گواهینامه رانندگی) است.
برخی خدمات دولتی از سیستم‌های ردیابی مسائل برای پیگیری مسائل جاری استفاده می‌کنند.

### عدالت به کمک الگوریتم
تصمیمات قضات در استرالیا توسط نرم‌افزار «Split Up» در موارد تعیین درصد تقسیم پس از طلاق پشتیبانی می‌شود. نرم‌افزار COMPAS در آمریکا برای ارزیابی ریسک بازگشت به جرم در دادگاه‌ها استفاده می‌شود.  
طبق بیانیه دادگاه اینترنتی پکن، چین نخستین کشور ایجادکننده دادگاه اینترنتی یا دادگاه سایبری است.  
قاضی هوش مصنوعی چینی، بازسازی مجازی یک قاضی زن واقعی است. او «کمک خواهد کرد تا قضات دادگاه کارهای پایه تکراری از جمله پذیرش شکایت را انجام دهند و بدین ترتیب متخصصان حرفه‌ای بهتر روی کارهای محاکمه خود تمرکز کنند». همچنین، استونی قصد دارد از هوش مصنوعی برای رسیدگی به پرونده‌های دعاوی کوچک کمتر از ۷۰۰۰ یورو استفاده کند.
Lawbotها می‌توانند وظایفی را انجام دهند که معمولاً توسط دستیاران حقوقی یا کارآموزان جوان در شرکت‌های حقوقی انجام می‌شود. یکی از فناوری‌های مورد استفاده شرکت‌های حقوقی آمریکایی برای کمک به پژوهش حقوقی، فناوری شرکت ROSS Intelligence است، و سایر موارد در سطح‌های مختلفی از پیچیدگی و وابستگی به الگوریتمهای برنامه‌ریزی شده متغیرند.  
یکی دیگر از کاربردهای فناوری حقوقی، برنامه‌های چت‌بات حقوقی مانند DoNotPay است.

### الگوریتم‌ها در آموزش
به دلیل همه‌گیری COVID-19 در سال ۲۰۲۰، برگزاری آزمون‌های حضوری نهایی برای هزاران دانش‌آموز ممکن نبود.  
دبیرستان دولتی دبیرستان وستمینیستر از الگوریتم‌ها برای تخصیص نمرات استفاده کرد. وزارت آموزش بریتانیا نیز به دلیل همه‌گیری، از محاسبات آماری برای تعیین نمرات نهایی در A-levels بهره برد.
علاوه بر استفاده در نمره‌دهی، سیستم‌های نرم‌افزاری مانند هوش مصنوعی در آماده‌سازی برای آزمون‌های ورودی دانشگاه به کار رفتند.
دستیاران آموزشی هوش مصنوعی در حال توسعه و استفاده در آموزش هستند (مثلاً جیل واتسون از دانشگاه جورجیا تک)  
و همچنین بحثی در حال انجام است درباره احتمال جایگزینی کامل معلمان توسط سیستم‌های هوش مصنوعی (مثلاً در آموزش در خانه).

### سیاستمداران هوش مصنوعی
در سال ۲۰۱۸، یک فعال به نام میچیتو ماتسودا (Michihito Matsuda) به عنوان نماینده انسانی برنامه‌ای از هوش مصنوعی برای شهرداری در منطقه تاما، توکیو کاندید شد.  در حالی که پوسترهای انتخاباتی و مطالب کمپین از اصطلاح «ربات» استفاده کرده و تصاویر عکاسی آرشیوی از یک اندروید (ربات) زنانه را نشان می‌دادند، «شهردار هوش مصنوعی» در واقع یک الگوریتم یادگیری ماشین آموزش‌دیده شده با داده‌های شهر تاما بود. این پروژه توسط مدیران برجسته‌ای چون تتسوز ماتسماتو (Tetsuzo Matsumoto) از گروه سافت‌بنک و نوریو موراکامی (Norio Murakami) از گوگل حمایت شد. میچیتو ماتسودا در انتخابات مقام سوم را کسب کرد و توسط هیروکی آبه (Hiroyuki Abe) شکست خورد. سازمان‌دهندگان ادعا کردند که «شهردار هوش مصنوعی» برنامه‌ریزی شده تا درخواست‌های مردمی مطرح شده در شورای شهر را به گونه‌ای «منصفانه‌تر و متعادل‌تر» از سیاستمداران انسانی تحلیل کند.
در سال ۲۰۱۸، سزار هیدالگو ایدهٔ دموکراسی افزوده را ارائه داد. در دموکراسی افزوده، قانون‌گذاری توسط همزاد دیجیتالی هر فرد انجام می‌شود.
در سال ۲۰۱۹، پیام‌رسان هوش مصنوعی چت‌بات «سام» در بحث‌های رسانه‌های اجتماعی مرتبط با رقابت انتخاباتی در نیوزیلند شرکت کرد.  
خالق «سام»، نیک گریتسن، معتقد بود که سام تا اواخر ۲۰۲۰ به اندازه‌ای پیشرفته خواهد بود که بتواند به عنوان نامزد در انتخابات عمومی نیوزیلند شرکت کند.
در سال ۲۰۲۲، چت‌بات «Leader Lars» یا «Leder Lars» برای حزب سنتتیک نامزد انتخابات پارلمانی دانمارک در سال ۲۰۲۲ شد،  
و توسط گروه هنری Computer Lars ساخته شده بود. «لیدر لارس» نسبت به سیاستمداران مجازی پیشین متفاوت بود، زیرا یک حزب سیاسی را رهبری می‌کرد و وانمود نمی‌کرد نامزد عینی باشد.  
این چت‌بات در بحث‌های انتقادی سیاسی با کاربران سراسر جهان شرکت داشت.
در سال ۲۰۲۳، در شهر ژاپنی مانازورو، نامزد شهرداری به نام «AI Mayer» امید دارد اولین مقام انتخابی در ژاپن باشد که با هوش مصنوعی اداره می‌شود در نوامبر ۲۰۲۳. گفته می‌شود این نامزدی توسط گروهی به رهبری میچیتو ماتسودا حمایت می‌شود.
در انتخابات سراسری بریتانیا (۲۰۲۴)، یک تاجر به نام استیو انداکات برای حوزه انتخابیه برینگتون به عنوان آواتار هوش مصنوعی به نام «AI Steve» کاندید شد،  
وی اعلام کرد که فقط برای رأی دادن بر اساس سیاست‌هایی که حداقل ۵۰٪ حمایت دریافت کرده‌اند، به پارلمان خواهد رفت.  
«AI Steve» با کسب ۱۷۹ رأی آخر شد.

### مدیریت عفونت

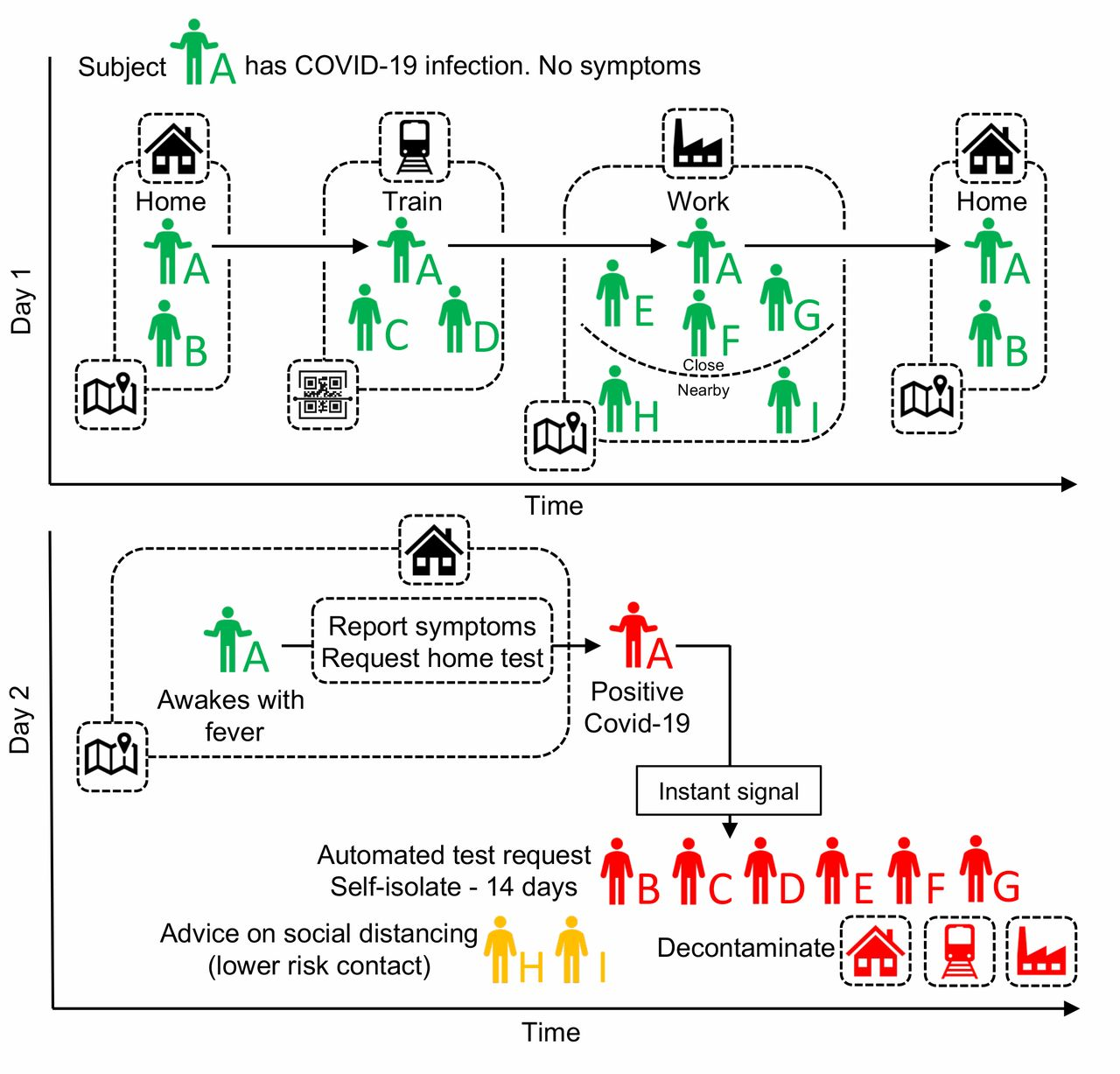
طرح شماتیک ردیابی تماس مبتنی بر اپلیکیشن COVID-19

در فوریه ۲۰۲۰، چین اپلیکیشنی موبایلی برای مقابله با شیوع ویروس کرونا راه‌اندازی کرد. این اپ با نام «دتکتور تماس نزدیک» شناخته می‌شود.  
از کاربران خواسته می‌شود نام و شماره شناسایی خود را وارد کنند. این اپ با استفاده از داده‌های نظارتی (مثلاً سوابق حمل‌ونقل عمومی، شامل قطارها و پروازها)  
تماس نزدیک و در نتیجه ریسک بالقوه عفونت را تشخیص می‌دهد. هر کاربر می‌تواند وضعیت سه کاربر دیگر را نیز بررسی کند. برای انجام این بررسی کاربران کد پاسخ سریع (QR) را با اپلیکیشن‌هایی مانند علی پی (سکو پرداخت) یا وی‌چت اسکن می‌کنند. این نرم‌افزار از طریق اپلیکیشن‌های محبوب موبایلی از جمله Alipay قابل دسترسی است. اگر ریسک بالقوه‌ای تشخیص داده شود، اپ نه تنها خودقرنطینه را توصیه می‌کند بلکه مقامات بهداشتی محلی را نیز هشدار می‌دهد.
علی پی همچنین دارای کد سلامت علی پی است که برای حفظ ایمنی شهروندان به کار می‌رود. این سیستم پس از پر کردن فرم با اطلاعات شخصی، یک کد QR در یکی از سه رنگ (سبز، زرد، یا قرمز) تولید می‌کند. کد سبز اجازه حرکت آزادانه را می‌دهد، کد زرد کاربر را ملزم به ماندن در خانه به مدت هفت روز می‌کند و کد قرمز به معنای قرنطینه دو هفته‌ای است. در برخی شهرها مانند هانگژو، بدون نشان دادن کد علی پی عبور و مرور تقریباً غیرممکن شده است.
در کن، فرانسه، نرم‌افزار نظارتی روی تصاویر دوربین‌های مداربسته استفاده شده است که امکان پایش رعایت فاصله‌گذاری اجتماعی و استفاده از ماسک در دوران پاندمی COVID-19 را فراهم می‌کند. این سیستم داده‌های شناسایی را ذخیره نمی‌کند، بلکه فقط به مسئولان شهری و پلیس هشدار می‌دهد که کجا مقررات نقض شده است (برای اعمال جریمه در صورت نیاز). الگوریتم‌های این نرم‌افزار نظارتی قابل ادغام با سیستم‌های موجود در فضاهای عمومی مانند بیمارستان‌ها، ایستگاه‌ها، فرودگاه‌ها، مراکز خرید و ... هستند.
داده‌های تلفن همراه در کره جنوبی، تایوان، سنگاپور و دیگر کشورها برای ردیابی بیماران مبتلا به کرونا استفاده می‌شود.  
در مارس ۲۰۲۰، دولت اسرائیل به سازمان‌های امنیتی اجازه داد داده‌های تلفن همراه افراد مشکوک به داشتن ویروس کرونا را ردیابی کنند. این اقدام برای اجرای قرنطینه و حفاظت از افرادی که ممکن است با شهروندان آلوده تماس داشته باشند انجام شد.  
همچنین در مارس ۲۰۲۰، شرکت دویچه تلکوم داده‌های خصوصی تلفن همراه را با آژانس دولتی مؤسسه روبرت کخ به اشتراک گذاشت تا به تحقیق و پیشگیری از شیوع ویروس کمک کند. روسیه از فناوری سیستم تشخیص چهره برای شناسایی افراد متخلف قرنطینه استفاده کرد.  
مسئول بهداشت منطقه‌ای ایتالیا، جولیو گالرا گفت که «۴۰٪ مردم همچنان به رفت‌وآمد ادامه می‌دهند»، این اطلاعات از اپراتورهای تلفن همراه به او گزارش شده است.  
در آمریکا، اروپا و بریتانیا، شرکت پالانتیر تکنولوژیس مسئول ارائه خدمات ردیابی COVID-19 است.

### پیشگیری و مدیریت بلایای محیط زیستی
سونامیها می‌توانند توسط سامانه هشدار سونامی شناسایی شوند که از هوش مصنوعی نیز بهره می‌برند.
سیلابها نیز با استفاده از سامانه‌های هوش مصنوعی قابل شناسایی هستند. آتش‌سوزی جنگلها نیز توسط سیستم‌های هوش مصنوعی قابل پیش‌بینی‌اند.  
شناسایی آتش‌سوزی جنگل نیز با هوش مصنوعی امکان‌پذیر است (از طریق داده‌های ماهواره‌ای، تصاویر هوایی و موقعیت‌یابی GPS پرسنل) و می‌تواند در تخلیه مردم هنگام آتش‌سوزی کمک کند.  
هوش مصنوعی همچنین برای بررسی واکنش ساکنان در آتش‌سوزی‌ها استفاده شده است.  
و تشخیص آتش‌سوزی در زمان واقعی با استفاده از بینایی ماشین امکان‌پذیر است.
سامانه‌های هشدار زمین‌لرزه با پیشرفت هوش مصنوعی در اندازه‌گیری داده‌های لرزه‌ای و پیاده‌سازی الگوریتم‌های پیچیده بهبود یافته‌اند.  
پایش زمین‌لرزه، تشخیص فاز و شناسایی سیگنال‌های لرزه‌ای به کمک الگوریتم‌های هوش مصنوعی و مدل‌های یادگیری عمیق بهبود یافته است.
مناطق تخم‌گذاری ملخ‌ها را می‌توان با استفاده از یادگیری ماشین تخمین زد که می‌تواند به جلوگیری از گسترش زنبورهای ملخ در مراحل اولیه کمک کند.

## پذیرش

### فواید
تنظیم الگوریتمی فرض بر این است که سیستمی برای حکمرانی است که داده‌های دقیق‌تر، جمع‌آوری‌شده از شهروندان از طریق دستگاه‌ها و کامپیوترهای هوشمندشان، به کار گرفته می‌شود تا زندگی انسانی به صورت جمعی و کارآمدتر سازماندهی شود. به‌طور مثال، براساس برآورد «دلویت» در سال ۲۰۱۷، اتوماسیون کارهای دولت آمریکا می‌تواند سالانه ۹۶.۷ میلیون ساعت کاری فدرال را ذخیره کند که معادل صرفه‌جویی بالقوه ۳.۳ میلیارد دلار است و در بهترین حالت به ۱.۲ میلیارد ساعت و صرفه‌جویی ۴۱.۱ میلیارد دلار می‌رسد.

### انتقادها
استفاده از الگوریتم‌ها در دولت با خطرات بالقوه‌ای همراه است، از جمله:  
- تعصب الگوریتمی که الگوریتم‌ها به آن دچار می‌شوند،[۱۵۶]
- عدم شفافیت در چگونگی تصمیم‌گیری الگوریتم،[۱۵۷]
- و مسئولیت‌پذیری برای چنین تصمیماتی.[۱۵۷]

براساس کتاب سال ۲۰۱۶ «سلاح‌های تخریب ریاضی»، الگوریتم‌ها و داده‌های کلان به دلیل فقدان شفافیت، گستردگی و پیامدهای مخرب، احتمالاً نابرابری را افزایش می‌دهند.
نگرانی جدی دیگری نیز درباره «بازی با سیستم» (gaming the system) وجود دارد؛ یعنی هنگامی که شفافیت بیشتری در تصمیم‌گیری الگوریتمی به وجود آید، افراد یا نهادهای تحت تنظیم ممکن است برای به نفع خود دستکاری کنند یا از یادگیری ماشین خصمانه استفاده کنند. به گفته یووال نوح حراری، تقابل میان دموکراسی و دیکتاتوری، در واقع نبرد دو سامانه پردازش داده متفاوت است و هوش مصنوعی و الگوریتم‌ها ممکن است با پردازش مرکزی حجم عظیمی از اطلاعات، برتری را به سمت دیکتاتوری‌ها متمایل کنند.
در سال ۲۰۱۸، هلند سامانه الگوریتمی «SyRI» را برای شناسایی شهروندانی که احتمال می‌رفت مرتکب کلاهبرداری اجتماعی شوند به کار گرفت، که هزاران نفر را به طور پنهانی به مقام‌های تحقیقاتی معرفی کرد. این اقدام باعث اعتراض عمومی شد و دادگاه منطقه‌ای لاهه، «SyRI» را با استناد به ماده ۸ «کنوانسیون اروپایی حقوق بشر» (ECHR) متوقف کرد.
سازندگان مستند ۲۰۱۹ «iHuman» نیز نگرانی خود را از ایجاد «دیکتاتوری‌های بی‌پایان» توسط هوش مصنوعی دولت ابراز کرده‌اند.
در استرالیا، به دلیل انتقادات عمومی، دولت در سال ۲۰۱۹ فعالیت‌های اصلی برنامه «Robodebt» را متوقف و بازنگری در همه بدهی‌های ایجاد شده توسط این برنامه را آغاز کرد.
در سال ۲۰۲۰، استفاده از الگوریتم برای تعیین نمرات امتحانی دانش‌آموزان در بریتانیا منجر به اعتراضات گسترده‌ای با شعار «Fuck the algorithm» شد که در نهایت باعث بازگرداندن نمرات گردید. 
در همان سال، نرم‌افزار دولتی «ATLAS» که بر روی «آمازون کلود» اجرا می‌شود، واکنش‌های منفی از طرف فعالان و حتی کارکنان خود شرکت آمازون برانگیخت.
در سال ۲۰۲۱، بنیاد اتیکاس پایگاه داده‌ای از الگوریتم‌های دولتی به نام «رصدخانه الگوریتم‌ها با تأثیر اجتماعی» (OASI) را راه‌اندازی کرد.

#### تعصب الگوریتمی و شفافیت
رویکرد اولیه به سمت شفافیت شامل انتشار کد الگوریتم‌ها به صورت متن باز بوده است. کد نرم‌افزار قابل بررسی است و پیشنهادات بهبود می‌تواند از طریق سامانه‌های میزبانی کد ارائه شود.

### پذیرش عمومی
نظرسنجی ۲۰۱۹ مرکز حکمرانی تغییر دانشگاه IE در اسپانیا نشان داد که ۲۵٪ از شهروندان کشورهای منتخب اروپایی تا حدی یا کاملاً موافقند که تصمیمات مهم حکومتی را هوش مصنوعی اتخاذ کند. جدول زیر درصد موافقت را بر اساس کشور نشان می‌دهد:
| کشور     | درصد |
| -------- | ---- |
| فرانسه   | ۲۵٪  |
| آلمان    | ۳۱٪  |
| ایرلند   | ۲۹٪  |
| ایتالیا  | ۲۸٪  |
| هلند     | ۴۳٪  |
| پرتغال   | ۱۹٪  |
| اسپانیا  | ۲۶٪  |
| بریتانیا | ۳۱٪  |

پژوهش‌ها نشان داده‌اند هنگامی که شهروندان رهبران سیاسی یا تأمین‌کنندگان امنیت را غیرقابل‌اعتماد، ناامیدکننده یا غیراخلاقی بدانند، ترجیح می‌دهند آنها را با نمایندگان مصنوعی (هوش مصنوعی) جایگزین کنند که قابل‌اعتمادتر می‌دانند.
نظرسنجی سال ۲۰۲۱ دانشگاه IE نشان می‌دهد که ۵۱٪ اروپایی‌ها موافق کاهش تعداد نمایندگان پارلمان ملی و اختصاص این کرسی‌ها به الگوریتم هستند. این پیشنهاد به‌ویژه در اسپانیا (۶۶٪)، ایتالیا (۵۹٪) و استونی (۵۶٪) طرفداران زیادی دارد، اما شهروندان آلمان، هلند، بریتانیا و سوئد عمدتاً مخالف آن هستند. همچنین تفاوت‌های نسل‌شناختی آشکاری دیده می‌شود؛ بیش از ۶۰٪ اروپایی‌های ۲۵ تا ۳۴ سال و ۵۶٪ افراد ۳۴ تا ۴۴ سال از این ایده حمایت می‌کنند، در حالی که اکثریت افراد بالای ۵۵ سال مخالف آن هستند. دیدگاه‌های بین‌المللی نیز متفاوت است: ۷۵٪ از چینی‌ها از این پیشنهاد حمایت می‌کنند، اما ۶۰٪ آمریکایی‌ها مخالف آن هستند.

## در فرهنگ عامه
ترانهٔ سال ۱۹۷۰ دیوید بویی به نام «ماشین ناجی» (Saviour Machine) تصویری از یک جامعه الگورکراسی حکمرانی‌شده توسط همان مکانیزم عنوانی ارائه می‌دهد که قحطی و جنگ را با «منطق» پایان داده اما اکنون به دلیل ترس از اینکه افراد بیش‌ازحد ساکت و راضی شده‌اند، تهدید به ایجاد آخرالزمان می‌کند.
رمان‌های Daemon (۲۰۰۶) و Freedom™ (۲۰۱۰) نوشته دانیل سوارز، سناریویی داستانی از تنظیم الگوریتمی جهانی را شرح می‌دهند. همچنین رمان If Then نوشته متیو دِ ابایتا، الگوریتمی بر پایه «عدالت» را تصور می‌کند که اقتصاد روستایی پیشامدرن را بازسازی می‌کند.

## همچنین ببینید
- مبارزه با فساد
- فناوری مدنی
- کد برای آمریکا
- سایبرکراسی
- سایبرپانک
- سایبرسین
- شکاف دیجیتال
- ملت‌های دیجیتال
- قانون فناوری دفتر کل توزیع‌شده
- رسوایی مزایای مراقبت از کودک هلند
- قانون‌گذاری الکترونیکی
- روبات قانونگذار
- اطلاعات حقوقی
- سایبرنتیک مدیریت
- مولتی‌واک
- پساکم‌یابی
- تحلیل پیش‌بینی
- اقتصاد اشتراکی
- قرارداد هوشمند